# Westfriese Flora

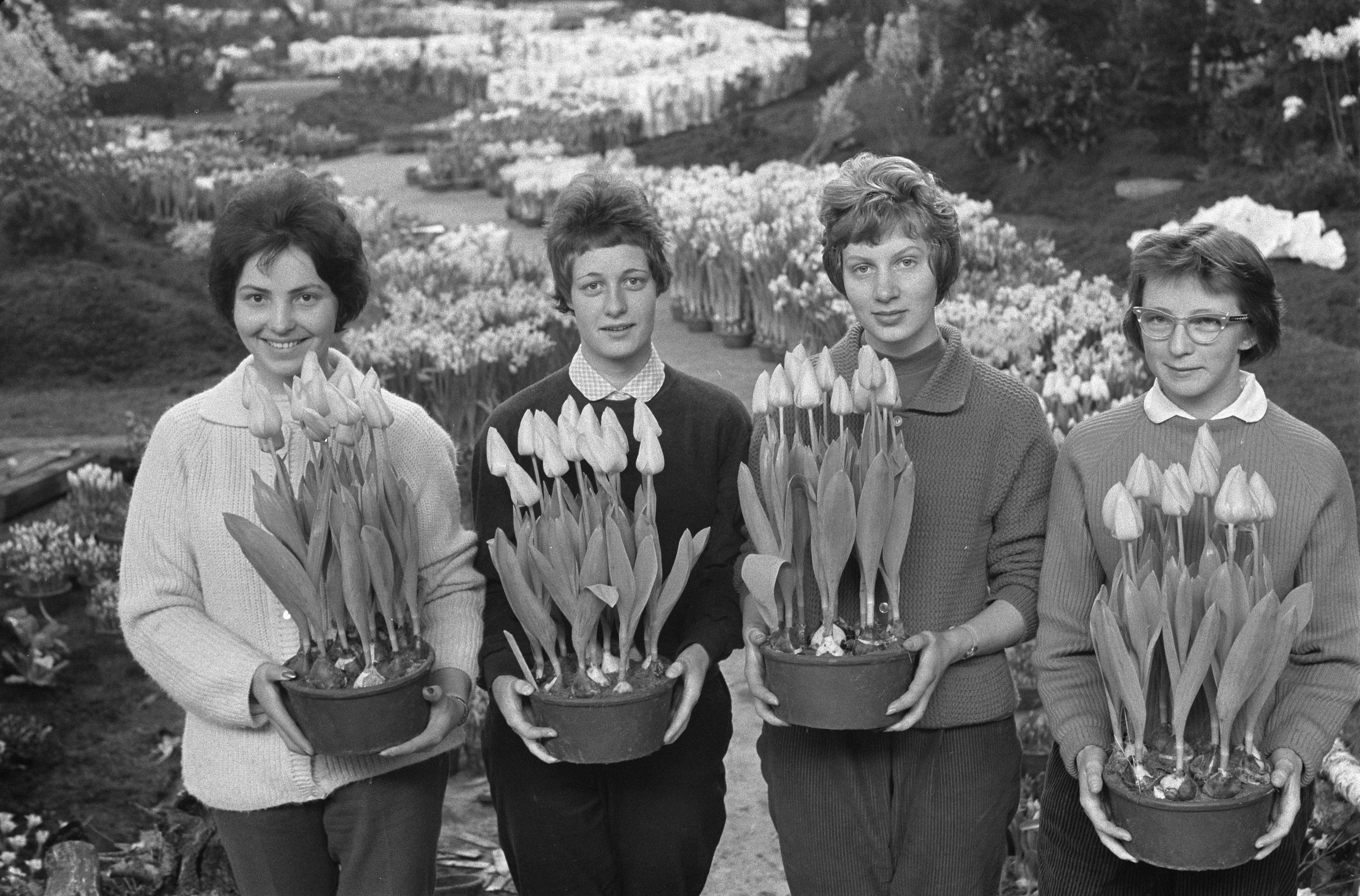
Voorbereiding van de Westfriese Flora (1960)

De Westfriese Flora in Bovenkarspel was jarenlang de grootste overdekte bolbloemententoonstelling ter wereld, die in de hoogtijdagen jaarlijks 100.000 bezoekers trok. De tentoonstelling werd voor het eerst gehouden in 1933. In 1999 vond er een legionellabesmetting plaats waaraan 32 mensen overleden. Dat luidde het einde in van de jaarlijkse tentoonstelling.

## Geschiedenis
In 1929 besloten drie bloembollenkwekersverenigingen een gezamenlijke vaktentoonstelling te organiseren. Kennisuitwisseling tussen de kwekers en prijzen voor de beste bloemen stonden centraal. Na de oorlog werd de tentoonstelling gehouden in de veilinghallen in Bovenkarspel. Het groeide uit tot een groot evenement, met stamboekvee, een huishoudbeurs, modeshows en muziekoptredens, met op het hoogtepunt 100.000 bezoekers. Speciaal voor de Westfriese Flora werd in 1977 station Bovenkarspel Flora geopend.

## Legionellaramp
In 1999 kwamen door besmetting met de veteranenziekte na een bezoek aan de tentoonstelling ten minste 32 mensen om het leven en werden 206 personen ernstig ziek. De ziekteverwekker bleek met waterdamp te zijn verstoven vanuit een bubbelbad dat permanent gedemonstreerd werd. De ramp leidde tot jarenlange rechtszaken en gezondheidsproblemen.

## Herstart
In verband met de legionellaramp werd de tentoonstelling in 2000 niet gehouden. Vanaf 2002 werd de tentoonstelling georganiseerd onder de naam Holland Flowers Festival. Vanaf 2004 werd de tentoonstelling enkele jaren niet in Bovenkarspel gehouden, omdat de CNB-veilinghallen niet langer beschikbaar waren. In 2004 vond de tentoonstelling plaats in een tent op het proeftuincomplex te Zwaagdijk-Oost (gemeente Wervershoof), en van 2005 tot 2010 in de voormalige veilinghallen van The Greenery, eveneens in Zwaagdijk-Oost. In 2011 verliet de tentoonstelling West-Friesland om te verhuizen naar het bedrijvenpark Agriport in Middenmeer (gemeente Wieringermeer).
In 2012 en 2013 werd onder de naam Holland Food and Flowers weer een bloemententoonstelling in Bovenkarspel gehouden. Holland Food and Flowers Festival kon in 2014 niet doorgaan en de exposanten daarvan hebben in 2014 in Zwaagdijk-Oost de Vaktentoonstelling opgezet, een tentoonstelling voor de bloemenbranche zelf. Ook in 2015 werd deze weer gehouden.
In 2014 is onder de naam WestFriese mini Flora op kleine schaal in het Vereenigingsgebouw in Bovenkarspel een tentoonstelling gehouden. De mini Flora werd gehouden tot en met 2016.